# Cyclassics Hamburg 2023
La Cyclassics Hamburg 2023 devenue Bemer Cyclassics est la 26e édition de cette course cycliste sur route masculine. Elle a lieu le 20 août à Hambourg, en Allemagne. C'est la 28e course de l'UCI World Tour 2023.

## Présentation
Depuis 2022, la course est renommée Bemer Cyclassics, du nom de son sponsor principal.

### Parcours
Le départ et l'arrivée ont lieu à Hambourg. La course se déroule sur un parcours relativement plat d'abord en direction du nord jusqu'à la commune de Wrist dans le land du Schleswig-Holstein pour ensuite s'orienter vers le sud et passer une première fois la côte du Waseberg puis la ligne d'arrivée à 55 km du terme avant de repartir en sens inverse. Le final comprend un circuit à accomplir deux fois avec l'ascension de la côte du Waseberg dont la dernière montée se situe à 16 km de l'arrivée avant de revenir vers Hambourg.

### Équipes
La Cyclassics Hamburg faisant partie du calendrier de l'UCI World Tour, les dix-huit « World Teams » y participent. 
| WorldTeams (18)- AG2R Citroën Team - Alpecin-Deceuninck - Astana Qazaqstan Team - Bahrain Victorious - Bora-Hansgrohe - Cofidis - EF Education-EasyPost - Groupama-FDJ - Ineos Grenadiers - Intermarché-Circus-Wanty - Jumbo-Visma - Lidl-Trek - Movistar Team - Soudal Quick-Step - Arkéa-Samsic - Team DSM-Firmenich - Team Jayco AlUla - UAE Team Emirates ProTeams (3)- Israel-Premier Tech - Lotto Dstny - TotalEnergies |
| |

### Favoris
Les favoris sont Mads Pedersen (Lidl-Trek), Olav Kooij (Jumbo-Visma), Dylan Groenewegen (Team Jayco AlUla), Phil Bauhaus (Bahrain Victorious), Tim Merlier (Soudal Quick-Step) et 
Arnaud De Lie (Lotto Dstny)

## Déroulement de la course
Lors de la dernière montée de la côte de Waseberg, à 16 km de l'arrivée, treize hommes se détachent et se retrouvent à l'avant de la course. Dans ce groupe, l'Allemand Nils Politt (Bora Hansgrohe), l'Américain Brandon McNulty (UAE Team Emirates) puis le Belge Yves Lampaert (Soudal-Quick Step) attaquent et forment désormais le trio de tête à onze kilomètres de l'arrivée. Les trois fuyards sont toutefois repris à quelques mètres de la ligne d'arrivée par le peloton précédé par le Danois Mads Pedersen (Lidl Trek) qui s'impose malgré le retour sur la ligne du Néerlandais Danny van Poppel (Bora Hansgrohe).

## Classements

### Classement de la course
| \| Classement général \| Classement général \| Classement général \| Classement général \| Classement général \| \| Coureur \| Coureur \| Pays \| Équipe \| Temps \| \| ------------------ \| ------------------ \| ------------------ \| ------------------------ \| ------------------ \| \| 1er \| Mads Pedersen \| Danemark \| Lidl-Trek \| 4 h 36 min 35 s \| \| 2e \| Danny van Poppel \| Pays-Bas \| Bora-Hansgrohe \| + 0 s \| \| 3e \| Elia Viviani \| Italie \| Ineos Grenadiers \| + 0 s \| \| 4e \| Arnaud Démare \| France \| Arkéa-Samsic \| + 0 s \| \| 5e \| Laurence Pithie \| Nouvelle-Zélande \| Groupama-FDJ \| + 0 s \| \| 6e \| Yves Lampaert \| Belgique \| Soudal Quick-Step \| + 0 s \| \| 7e \| Arnaud De Lie \| Belgique \| Lotto Dstny \| + 0 s \| \| 8e \| Nils Politt \| Allemagne \| Bora-Hansgrohe \| + 0 s \| \| 9e \| Max Kanter \| Allemagne \| Movistar Team \| + 0 s \| \| 10e \| Marc Hirschi \| Suisse \| UAE Team Emirates \| + 0 s \| \| 11e \| Florian Sénéchal \| France \| Soudal Quick-Step \| + 0 s \| \| 12e \| Brandon McNulty \| États-Unis \| UAE Team Emirates \| + 0 s \| \| 13e \| Madis Mihkels \| Estonie \| Intermarché-Circus-Wanty \| + 0 s \| \| 14e \| Dries Van Gestel \| Belgique \| TotalEnergies \| + 0 s \| \| 15e \| Ethan Vernon \| Royaume-Uni \| Soudal Quick-Step \| + 0 s \| \| 16e \| Olav Kooij \| Pays-Bas \| Jumbo-Visma \| + 0 s \| \| 17e \| Dylan Groenewegen \| Pays-Bas \| Team Jayco AlUla \| + 0 s \| \| 18e \| Owain Doull \| Royaume-Uni \| EF Education-EasyPost \| + 0 s \| \| 19e \| Alex Aranburu \| Espagne \| Movistar Team \| + 0 s \| \| 20e \| Jake Stewart \| Royaume-Uni \| Groupama-FDJ \| + 0 s \| |                   |                  |                          |                 |
| |                   |                  |                          |                 |
| Source : ProCyclingStats |                   |                  |                          |                 |
| Classement général |                   |                  |                          |                 |
| Coureur | Coureur           | Pays             | Équipe                   | Temps           |
| 1er | Mads Pedersen     | Danemark         | Lidl-Trek                | 4 h 36 min 35 s |
| 2e | Danny van Poppel  | Pays-Bas         | Bora-Hansgrohe           | + 0 s           |
| 3e | Elia Viviani      | Italie           | Ineos Grenadiers         | + 0 s           |
| 4e | Arnaud Démare     | France           | Arkéa-Samsic             | + 0 s           |
| 5e | Laurence Pithie   | Nouvelle-Zélande | Groupama-FDJ             | + 0 s           |
| 6e | Yves Lampaert     | Belgique         | Soudal Quick-Step        | + 0 s           |
| 7e | Arnaud De Lie     | Belgique         | Lotto Dstny              | + 0 s           |
| 8e | Nils Politt       | Allemagne        | Bora-Hansgrohe           | + 0 s           |
| 9e | Max Kanter        | Allemagne        | Movistar Team            | + 0 s           |
| 10e | Marc Hirschi      | Suisse           | UAE Team Emirates        | + 0 s           |
| 11e | Florian Sénéchal  | France           | Soudal Quick-Step        | + 0 s           |
| 12e | Brandon McNulty   | États-Unis       | UAE Team Emirates        | + 0 s           |
| 13e | Madis Mihkels     | Estonie          | Intermarché-Circus-Wanty | + 0 s           |
| 14e | Dries Van Gestel  | Belgique         | TotalEnergies            | + 0 s           |
| 15e | Ethan Vernon      | Royaume-Uni      | Soudal Quick-Step        | + 0 s           |
| 16e | Olav Kooij        | Pays-Bas         | Jumbo-Visma              | + 0 s           |
| 17e | Dylan Groenewegen | Pays-Bas         | Team Jayco AlUla         | + 0 s           |
| 18e | Owain Doull       | Royaume-Uni      | EF Education-EasyPost    | + 0 s           |
| 19e | Alex Aranburu     | Espagne          | Movistar Team            | + 0 s           |
| 20e | Jake Stewart      | Royaume-Uni      | Groupama-FDJ             | + 0 s           |

### Classements UCI
La course attribue des points au Classement mondial UCI 2023 selon le barème suivant :
| Position           | 1er | 2e  | 3e  | 4e  | 5e  | 6e  | 7e  | 8e  | 9e | 10e | 11e | 12e | 13e | 14e | 15e | 16e à 20e | 21e à 30e | 31e à 50e | 51e à 55e | 56e à 60e |
| Classement général | 400 | 320 | 260 | 220 | 180 | 140 | 120 | 100 | 80 | 68  | 56  | 48  | 40  | 32  | 28  | 24        | 16        | 8         | 4         | 2         |

## Liste des participants
| Bora-Hansgrohe BOH                  | Bora-Hansgrohe BOH          | Bora-Hansgrohe BOH |
| ----------------------------------- | --------------------------- | ------------------ |
| Num                                 | Coureur                     | Pos                |
| 1                                   | Marco Haller (AUT)          | 56e                |
| 2                                   | Patrick Gamper (AUT)        | 68e                |
| 3                                   | Maximilian Schachmann (GER) | 92e                |
| 4                                   | Ryan Mullen (IRL)           | 137e               |
| 5                                   | Nils Politt (GER)           | 8e                 |
| 6                                   | Danny van Poppel (NED)      | 2e                 |
| 7                                   | Sam Bennett (IRL)           | AB                 |
| Directeur sportif : Christian Pömer |                             |                    |

| AG2R Citroën Team ACT                | AG2R Citroën Team ACT   | AG2R Citroën Team ACT |
| ------------------------------------ | ----------------------- | --------------------- |
| Num                                  | Coureur                 | Pos                   |
| 11                                   | Stan Dewulf (BEL)       | 46e                   |
| 12                                   | Pierre Gautherat (FRA)  | 24e                   |
| 13                                   | Lawrence Naesen (BEL)   | 32e                   |
| 14                                   | Oliver Naesen (BEL)     | 65e                   |
| 15                                   | Antoine Raugel (FRA)    | 89e                   |
| 16                                   | Bastien Tronchon (FRA)  | 123e                  |
| 17                                   | Greg Van Avermaet (BEL) | 45e                   |
| Directeur sportif : Artūras Kasputis |                         |                       |

| Alpecin-Deceuninck ADC          | Alpecin-Deceuninck ADC      | Alpecin-Deceuninck ADC |
| ------------------------------- | --------------------------- | ---------------------- |
| Num                             | Coureur                     | Pos                    |
| 21                              | Quinten Hermans (BEL)       | 55e                    |
| 22                              | Fabio Van den Bossche (BEL) | 49e                    |
| 23                              | Ramon Sinkeldam (NED)       | 83e                    |
| 24                              | Kristian Sbaragli (ITA)     | 26e                    |
| 25                              | Oscar Riesebeek (NED)       | 52e                    |
| 26                              | Alexander Krieger (GER)     | 136e                   |
| 27                              | Michael Gogl (AUT)          | 41e                    |
| Directeur sportif : Bart Leysen |                             |                        |

| Astana Qazaqstan Team AST           | Astana Qazaqstan Team AST    | Astana Qazaqstan Team AST |
| ----------------------------------- | ---------------------------- | ------------------------- |
| Num                                 | Coureur                      | Pos                       |
| 31                                  | Cees Bol (NED)               | 22e                       |
| 32                                  | Leonardo Basso (ITA)         | 130e                      |
| 33                                  | Dmitriy Gruzdev (KAZ)        | 86e                       |
| 34                                  | Yevgeniy Gidich (KAZ)        | 118e                      |
| 35                                  | Davide Martinelli (ITA)      | 90e                       |
| 36                                  | Simone Velasco (ITA) (route) | 40e                       |
| 37                                  | Gleb Syritsa                 | 81e                       |
| Directeur sportif : Alexandr Shefer |                              |                           |

| Bahrain Victorious TBV               | Bahrain Victorious TBV | Bahrain Victorious TBV |
| ------------------------------------ | ---------------------- | ---------------------- |
| Num                                  | Coureur                | Pos                    |
| 41                                   | Yukiya Arashiro (JPN)  | 37e                    |
| 42                                   | Nikias Arndt (GER)     | 25e                    |
| 43                                   | Nicolò Buratti (ITA)   | 50e                    |
| 44                                   | Matevž Govekar (SLO)   | 34e                    |
| 45                                   | Jonathan Milan (ITA)   | 113e                   |
| 46                                   | Andrea Pasqualon (ITA) | 48e                    |
| 47                                   | Cameron Scott (AUS)    | 125e                   |
| Directeur sportif : Enrico Poitschke |                        |                        |

| Cofidis COF                         | Cofidis COF              | Cofidis COF |
| ----------------------------------- | ------------------------ | ----------- |
| Num                                 | Coureur                  | Pos         |
| 51                                  | Max Walscheid (GER)      | 85e         |
| 52                                  | André Carvalho (POR)     | 108e        |
| 53                                  | Davide Cimolai (ITA)     | 78e         |
| 55                                  | Alexandre Delettre (FRA) | 36e         |
| 56                                  | Eddy Finé (FRA)          | 109e        |
| 57                                  | Harrison Wood (GBR)      | 75e         |
| Directeur sportif : Roberto Damiani |                          |             |

| EF Education-EasyPost EFE         | EF Education-EasyPost EFE | EF Education-EasyPost EFE |
| --------------------------------- | ------------------------- | ------------------------- |
| Num                               | Coureur                   | Pos                       |
| 61                                | Alberto Bettiol (ITA)     | 35e                       |
| 62                                | Owain Doull (GBR)         | 18e                       |
| 63                                | Mark Padun (UKR)          | AB                        |
| 64                                | Jonas Rutsch (GER)        | 42e                       |
| 65                                | James Shaw (GBR)          | 116e                      |
| 66                                | Julius van den Berg (NED) | 33e                       |
| 67                                | Łukasz Wiśniowski (POL)   | 66e                       |
| Directeur sportif : Andreas Klier |                           |                           |

| Groupama-FDJ GFC                    | Groupama-FDJ GFC          | Groupama-FDJ GFC |
| ----------------------------------- | ------------------------- | ---------------- |
| Num                                 | Coureur                   | Pos              |
| 71                                  | Ignatas Konovalovas (LTU) | 104e             |
| 72                                  | Olivier Le Gac (FRA)      | 102e             |
| 73                                  | Laurence Pithie (NZL)     | 5e               |
| 74                                  | Miles Scotson (AUS)       | 106e             |
| 75                                  | Jake Stewart (GBR)        | 20e              |
| 76                                  | Lars van den Berg (NED)   | 54e              |
| 77                                  | Bram Welten (NED)         | 43e              |
| Directeur sportif : Jussi Veikkanen |                           |                  |

| Ineos Grenadiers IGD               | Ineos Grenadiers IGD   | Ineos Grenadiers IGD |
| ---------------------------------- | ---------------------- | -------------------- |
| Num                                | Coureur                | Pos                  |
| 81                                 | Ethan Hayter (GBR)     | 67e                  |
| 82                                 | Luke Rowe (GBR)        | 117e                 |
| 83                                 | Salvatore Puccio (ITA) | 107e                 |
| 84                                 | Connor Swift (GBR)     | 60e                  |
| 85                                 | Joshua Tarling (GBR)   | 99e                  |
| 86                                 | Elia Viviani (ITA)     | 3e                   |
| 87                                 | Cameron Wurf (AUS)     | 133e                 |
| Directeur sportif : Oliver Cookson |                        |                      |

| Intermarché-Circus-Wanty ICW       | Intermarché-Circus-Wanty ICW | Intermarché-Circus-Wanty ICW |
| ---------------------------------- | ---------------------------- | ---------------------------- |
| Num                                | Coureur                      | Pos                          |
| 91                                 | Julius Johansen (DEN)        | 94e                          |
| 92                                 | Arne Marit (BEL)             | 21e                          |
| 93                                 | Madis Mihkels (EST)          | 13e                          |
| 94                                 | Adrien Petit (FRA)           | 96e                          |
| 95                                 | Baptiste Planckaert (BEL)    | 87e                          |
| 96                                 | Loïc Vliegen (BEL)           | AB                           |
| 97                                 | Georg Zimmermann (GER)       | 47e                          |
| Directeur sportif : Steven De Neef |                              |                              |

| Jumbo-Visma TJV                   | Jumbo-Visma TJV          | Jumbo-Visma TJV |
| --------------------------------- | ------------------------ | --------------- |
| Num                               | Coureur                  | Pos             |
| 101                               | Mick van Dijke (NED)     | 77e             |
| 102                               | Timo Roosen (NED)        | 110e            |
| 103                               | Tim van Dijke (NED)      | 39e             |
| 104                               | Jos van Emden (NED)      | AB              |
| 105                               | Lennard Hofstede (NED)   | AB              |
| 106                               | Olav Kooij (NED)         | 16e             |
| 107                               | Tosh Van der Sande (BEL) | 76e             |
| Directeur sportif : Robert Wagner |                          |                 |

| Lidl-Trek LTK                    | Lidl-Trek LTK               | Lidl-Trek LTK |
| -------------------------------- | --------------------------- | ------------- |
| Num                              | Coureur                     | Pos           |
| 111                              | Dario Cataldo (ITA)         | AB            |
| 112                              | Daan Hoole (NED)            | 70e           |
| 113                              | Alex Kirsch (LUX) (route)   | 101e          |
| 114                              | Emīls Liepiņš (LAT) (route) | 80e           |
| 115                              | Mads Pedersen (DEN)         | 1er           |
| 116                              | Toms Skujiņš (LAT)          | 30e           |
| 117                              | Mathias Vacek (CZE) (route) | 59e           |
| Directeur sportif : Kim Andersen |                             |               |

| Movistar Team MOV                       | Movistar Team MOV               | Movistar Team MOV |
| --------------------------------------- | ------------------------------- | ----------------- |
| Num                                     | Coureur                         | Pos               |
| 121                                     | Alex Aranburu (ESP)             | 19e               |
| 122                                     | Albert Torres (ESP)             | 98e               |
| 123                                     | Juri Hollmann (GER)             | 97e               |
| 124                                     | Max Kanter (GER)                | 9e                |
| 125                                     | Gregor Mühlberger (AUT) (route) | 58e               |
| 126                                     | Sergio Samitier (ESP)           | 132e              |
| 127                                     | Abner González (PUR)            | 100e              |
| Directeur sportif : Maximilian Sciandri |                                 |                   |

| Soudal Quick-Step SOQ                | Soudal Quick-Step SOQ    | Soudal Quick-Step SOQ |
| ------------------------------------ | ------------------------ | --------------------- |
| Num                                  | Coureur                  | Pos                   |
| 131                                  | Tim Declercq (BEL)       | 88e                   |
| 132                                  | Yves Lampaert (BEL)      | 6e                    |
| 133                                  | Tim Merlier (BEL)        | 95e                   |
| 134                                  | Florian Sénéchal (FRA)   | 11e                   |
| 135                                  | Bert Van Lerberghe (BEL) | 57e                   |
| 136                                  | Stan Van Tricht (BEL)    | 61e                   |
| 137                                  | Ethan Vernon (GBR)       | 15e                   |
| Directeur sportif : Wilfried Peeters |                          |                       |

| Arkéa-Samsic ARK              | Arkéa-Samsic ARK        | Arkéa-Samsic ARK |
| ----------------------------- | ----------------------- | ---------------- |
| Num                           | Coureur                 | Pos              |
| 141                           | Clément Russo (FRA)     | 103e             |
| 142                           | Anthony Delaplace (FRA) | 53e              |
| 143                           | Matîs Louvel (FRA)      | 127e             |
| 144                           | Daniel McLay (GBR)      | 129e             |
| 145                           | Arnaud Démare (FRA)     | 4e               |
| 146                           | Łukasz Owsian (POL)     | 119e             |
| 147                           | Alan Riou (FRA)         | 131e             |
| Directeur sportif : Yvon Caër |                         |                  |

| Team DSM-Firmenich DSM           | Team DSM-Firmenich DSM    | Team DSM-Firmenich DSM |
| -------------------------------- | ------------------------- | ---------------------- |
| Num                              | Coureur                   | Pos                    |
| 151                              | Florian Stork (GER)       | 51e                    |
| 152                              | Martijn Tusveld (NED)     | 120e                   |
| 153                              | Alexander Edmondson (AUS) | 84e                    |
| 154                              | Nils Eekhoff (NED)        | 111e                   |
| 155                              | Niklas Märkl (GER)        | 74e                    |
| 156                              | Marius Mayrhofer (GER)    | 31e                    |
| 157                              | Tim Naberman (NED)        | 124e                   |
| Directeur sportif : Luke Roberts |                           |                        |

| Team Jayco AlUla JAY              | Team Jayco AlUla JAY          | Team Jayco AlUla JAY |
| --------------------------------- | ----------------------------- | -------------------- |
| Num                               | Coureur                       | Pos                  |
| 161                               | Luke Durbridge (AUS)          | 134e                 |
| 162                               | Felix Engelhardt (GER)        | 71e                  |
| 163                               | Dylan Groenewegen (NED)       | 17e                  |
| 164                               | Elmar Reinders (NED)          | 91e                  |
| 165                               | Christopher Juul Jensen (DEN) | 122e                 |
| 166                               | Lucas Hamilton (AUS)          | 69e                  |
| 167                               | Lukas Pöstlberger (AUT)       | AB                   |
| Directeur sportif : Matthew White |                               |                      |

| UAE Team Emirates UAD             | UAE Team Emirates UAD      | UAE Team Emirates UAD |
| --------------------------------- | -------------------------- | --------------------- |
| Num                               | Coureur                    | Pos                   |
| 171                               | Pascal Ackermann (GER)     | 121e                  |
| 172                               | Alessandro Covi (ITA)      | AB                    |
| 173                               | Vegard Stake Laengen (NOR) | AB                    |
| 174                               | Marc Hirschi (SUI) (route) | 10e                   |
| 175                               | Brandon McNulty (USA)      | 12e                   |
| 176                               | Diego Ulissi (ITA)         | 44e                   |
| 177                               | Tim Wellens (BEL)          | 82e                   |
| Directeur sportif : Fabio Baldato |                            |                       |

| Lotto Dstny LTD                    | Lotto Dstny LTD           | Lotto Dstny LTD |
| ---------------------------------- | ------------------------- | --------------- |
| Num                                | Coureur                   | Pos             |
| 181                                | Jarrad Drizners (AUS)     | 105e            |
| 182                                | Johannes Adamietz (GER)   | 135e            |
| 183                                | Cédric Beullens (BEL)     | 64e             |
| 184                                | Arnaud De Lie (BEL)       | 7e              |
| 185                                | Michael Schwarzmann (GER) | 128e            |
| 186                                | Harry Sweeny (AUS)        | 126e            |
| 187                                | Rüdiger Selig (GER)       | 115e            |
| Directeur sportif : Cherie Pridham |                           |                 |

| TotalEnergies TEN                | TotalEnergies TEN          | TotalEnergies TEN |
| -------------------------------- | -------------------------- | ----------------- |
| Num                              | Coureur                    | Pos               |
| 191                              | Edvald Boasson Hagen (NOR) | 38e               |
| 192                              | Émilien Jeannière (FRA)    | 28e               |
| 193                              | Daniel Oss (ITA)           | 79e               |
| 194                              | Julien Simon (FRA)         | 112e              |
| 195                              | Anthony Turgis (FRA)       | 93e               |
| 196                              | Dries Van Gestel (BEL)     | 14e               |
| 197                              | Mattéo Vercher (FRA)       | 63e               |
| Directeur sportif : Thibaut Macé |                            |                   |

| Israel-Premier Tech IPT        | Israel-Premier Tech IPT      | Israel-Premier Tech IPT |
| ------------------------------ | ---------------------------- | ----------------------- |
| Num                            | Coureur                      | Pos                     |
| 201                            | Itamar Einhorn (ISR) (route) | 114e                    |
| 202                            | Taj Jones (AUS)              | 72e                     |
| 203                            | Giacomo Nizzolo (ITA)        | 29e                     |
| 204                            | Jens Reynders (BEL)          | 73e                     |
| 205                            | Corbin Strong (NZL)          | 27e                     |
| 206                            | Tom Van Asbroeck (BEL)       | 23e                     |
| 207                            | Rick Zabel (GER)             | 62e                     |
| Directeur sportif : Dirk Demol |                              |                         |

| Bora-Hansgrohe BOH                  | Bora-Hansgrohe BOH          | Bora-Hansgrohe BOH |
| ----------------------------------- | --------------------------- | ------------------ |
| Num                                 | Coureur                     | Pos                |
| 1                                   | Marco Haller (AUT)          | 56e                |
| 2                                   | Patrick Gamper (AUT)        | 68e                |
| 3                                   | Maximilian Schachmann (GER) | 92e                |
| 4                                   | Ryan Mullen (IRL)           | 137e               |
| 5                                   | Nils Politt (GER)           | 8e                 |
| 6                                   | Danny van Poppel (NED)      | 2e                 |
| 7                                   | Sam Bennett (IRL)           | AB                 |
| Directeur sportif : Christian Pömer |                             |                    |

| AG2R Citroën Team ACT                | AG2R Citroën Team ACT   | AG2R Citroën Team ACT |
| ------------------------------------ | ----------------------- | --------------------- |
| Num                                  | Coureur                 | Pos                   |
| 11                                   | Stan Dewulf (BEL)       | 46e                   |
| 12                                   | Pierre Gautherat (FRA)  | 24e                   |
| 13                                   | Lawrence Naesen (BEL)   | 32e                   |
| 14                                   | Oliver Naesen (BEL)     | 65e                   |
| 15                                   | Antoine Raugel (FRA)    | 89e                   |
| 16                                   | Bastien Tronchon (FRA)  | 123e                  |
| 17                                   | Greg Van Avermaet (BEL) | 45e                   |
| Directeur sportif : Artūras Kasputis |                         |                       |

| Alpecin-Deceuninck ADC          | Alpecin-Deceuninck ADC      | Alpecin-Deceuninck ADC |
| ------------------------------- | --------------------------- | ---------------------- |
| Num                             | Coureur                     | Pos                    |
| 21                              | Quinten Hermans (BEL)       | 55e                    |
| 22                              | Fabio Van den Bossche (BEL) | 49e                    |
| 23                              | Ramon Sinkeldam (NED)       | 83e                    |
| 24                              | Kristian Sbaragli (ITA)     | 26e                    |
| 25                              | Oscar Riesebeek (NED)       | 52e                    |
| 26                              | Alexander Krieger (GER)     | 136e                   |
| 27                              | Michael Gogl (AUT)          | 41e                    |
| Directeur sportif : Bart Leysen |                             |                        |

| Astana Qazaqstan Team AST           | Astana Qazaqstan Team AST    | Astana Qazaqstan Team AST |
| ----------------------------------- | ---------------------------- | ------------------------- |
| Num                                 | Coureur                      | Pos                       |
| 31                                  | Cees Bol (NED)               | 22e                       |
| 32                                  | Leonardo Basso (ITA)         | 130e                      |
| 33                                  | Dmitriy Gruzdev (KAZ)        | 86e                       |
| 34                                  | Yevgeniy Gidich (KAZ)        | 118e                      |
| 35                                  | Davide Martinelli (ITA)      | 90e                       |
| 36                                  | Simone Velasco (ITA) (route) | 40e                       |
| 37                                  | Gleb Syritsa                 | 81e                       |
| Directeur sportif : Alexandr Shefer |                              |                           |

| Bahrain Victorious TBV               | Bahrain Victorious TBV | Bahrain Victorious TBV |
| ------------------------------------ | ---------------------- | ---------------------- |
| Num                                  | Coureur                | Pos                    |
| 41                                   | Yukiya Arashiro (JPN)  | 37e                    |
| 42                                   | Nikias Arndt (GER)     | 25e                    |
| 43                                   | Nicolò Buratti (ITA)   | 50e                    |
| 44                                   | Matevž Govekar (SLO)   | 34e                    |
| 45                                   | Jonathan Milan (ITA)   | 113e                   |
| 46                                   | Andrea Pasqualon (ITA) | 48e                    |
| 47                                   | Cameron Scott (AUS)    | 125e                   |
| Directeur sportif : Enrico Poitschke |                        |                        |

| Cofidis COF                         | Cofidis COF              | Cofidis COF |
| ----------------------------------- | ------------------------ | ----------- |
| Num                                 | Coureur                  | Pos         |
| 51                                  | Max Walscheid (GER)      | 85e         |
| 52                                  | André Carvalho (POR)     | 108e        |
| 53                                  | Davide Cimolai (ITA)     | 78e         |
| 55                                  | Alexandre Delettre (FRA) | 36e         |
| 56                                  | Eddy Finé (FRA)          | 109e        |
| 57                                  | Harrison Wood (GBR)      | 75e         |
| Directeur sportif : Roberto Damiani |                          |             |

| EF Education-EasyPost EFE         | EF Education-EasyPost EFE | EF Education-EasyPost EFE |
| --------------------------------- | ------------------------- | ------------------------- |
| Num                               | Coureur                   | Pos                       |
| 61                                | Alberto Bettiol (ITA)     | 35e                       |
| 62                                | Owain Doull (GBR)         | 18e                       |
| 63                                | Mark Padun (UKR)          | AB                        |
| 64                                | Jonas Rutsch (GER)        | 42e                       |
| 65                                | James Shaw (GBR)          | 116e                      |
| 66                                | Julius van den Berg (NED) | 33e                       |
| 67                                | Łukasz Wiśniowski (POL)   | 66e                       |
| Directeur sportif : Andreas Klier |                           |                           |

| Groupama-FDJ GFC                    | Groupama-FDJ GFC          | Groupama-FDJ GFC |
| ----------------------------------- | ------------------------- | ---------------- |
| Num                                 | Coureur                   | Pos              |
| 71                                  | Ignatas Konovalovas (LTU) | 104e             |
| 72                                  | Olivier Le Gac (FRA)      | 102e             |
| 73                                  | Laurence Pithie (NZL)     | 5e               |
| 74                                  | Miles Scotson (AUS)       | 106e             |
| 75                                  | Jake Stewart (GBR)        | 20e              |
| 76                                  | Lars van den Berg (NED)   | 54e              |
| 77                                  | Bram Welten (NED)         | 43e              |
| Directeur sportif : Jussi Veikkanen |                           |                  |

| Ineos Grenadiers IGD               | Ineos Grenadiers IGD   | Ineos Grenadiers IGD |
| ---------------------------------- | ---------------------- | -------------------- |
| Num                                | Coureur                | Pos                  |
| 81                                 | Ethan Hayter (GBR)     | 67e                  |
| 82                                 | Luke Rowe (GBR)        | 117e                 |
| 83                                 | Salvatore Puccio (ITA) | 107e                 |
| 84                                 | Connor Swift (GBR)     | 60e                  |
| 85                                 | Joshua Tarling (GBR)   | 99e                  |
| 86                                 | Elia Viviani (ITA)     | 3e                   |
| 87                                 | Cameron Wurf (AUS)     | 133e                 |
| Directeur sportif : Oliver Cookson |                        |                      |

| Intermarché-Circus-Wanty ICW       | Intermarché-Circus-Wanty ICW | Intermarché-Circus-Wanty ICW |
| ---------------------------------- | ---------------------------- | ---------------------------- |
| Num                                | Coureur                      | Pos                          |
| 91                                 | Julius Johansen (DEN)        | 94e                          |
| 92                                 | Arne Marit (BEL)             | 21e                          |
| 93                                 | Madis Mihkels (EST)          | 13e                          |
| 94                                 | Adrien Petit (FRA)           | 96e                          |
| 95                                 | Baptiste Planckaert (BEL)    | 87e                          |
| 96                                 | Loïc Vliegen (BEL)           | AB                           |
| 97                                 | Georg Zimmermann (GER)       | 47e                          |
| Directeur sportif : Steven De Neef |                              |                              |

| Jumbo-Visma TJV                   | Jumbo-Visma TJV          | Jumbo-Visma TJV |
| --------------------------------- | ------------------------ | --------------- |
| Num                               | Coureur                  | Pos             |
| 101                               | Mick van Dijke (NED)     | 77e             |
| 102                               | Timo Roosen (NED)        | 110e            |
| 103                               | Tim van Dijke (NED)      | 39e             |
| 104                               | Jos van Emden (NED)      | AB              |
| 105                               | Lennard Hofstede (NED)   | AB              |
| 106                               | Olav Kooij (NED)         | 16e             |
| 107                               | Tosh Van der Sande (BEL) | 76e             |
| Directeur sportif : Robert Wagner |                          |                 |

| Lidl-Trek LTK                    | Lidl-Trek LTK               | Lidl-Trek LTK |
| -------------------------------- | --------------------------- | ------------- |
| Num                              | Coureur                     | Pos           |
| 111                              | Dario Cataldo (ITA)         | AB            |
| 112                              | Daan Hoole (NED)            | 70e           |
| 113                              | Alex Kirsch (LUX) (route)   | 101e          |
| 114                              | Emīls Liepiņš (LAT) (route) | 80e           |
| 115                              | Mads Pedersen (DEN)         | 1er           |
| 116                              | Toms Skujiņš (LAT)          | 30e           |
| 117                              | Mathias Vacek (CZE) (route) | 59e           |
| Directeur sportif : Kim Andersen |                             |               |

| Movistar Team MOV                       | Movistar Team MOV               | Movistar Team MOV |
| --------------------------------------- | ------------------------------- | ----------------- |
| Num                                     | Coureur                         | Pos               |
| 121                                     | Alex Aranburu (ESP)             | 19e               |
| 122                                     | Albert Torres (ESP)             | 98e               |
| 123                                     | Juri Hollmann (GER)             | 97e               |
| 124                                     | Max Kanter (GER)                | 9e                |
| 125                                     | Gregor Mühlberger (AUT) (route) | 58e               |
| 126                                     | Sergio Samitier (ESP)           | 132e              |
| 127                                     | Abner González (PUR)            | 100e              |
| Directeur sportif : Maximilian Sciandri |                                 |                   |

| Soudal Quick-Step SOQ                | Soudal Quick-Step SOQ    | Soudal Quick-Step SOQ |
| ------------------------------------ | ------------------------ | --------------------- |
| Num                                  | Coureur                  | Pos                   |
| 131                                  | Tim Declercq (BEL)       | 88e                   |
| 132                                  | Yves Lampaert (BEL)      | 6e                    |
| 133                                  | Tim Merlier (BEL)        | 95e                   |
| 134                                  | Florian Sénéchal (FRA)   | 11e                   |
| 135                                  | Bert Van Lerberghe (BEL) | 57e                   |
| 136                                  | Stan Van Tricht (BEL)    | 61e                   |
| 137                                  | Ethan Vernon (GBR)       | 15e                   |
| Directeur sportif : Wilfried Peeters |                          |                       |

| Arkéa-Samsic ARK              | Arkéa-Samsic ARK        | Arkéa-Samsic ARK |
| ----------------------------- | ----------------------- | ---------------- |
| Num                           | Coureur                 | Pos              |
| 141                           | Clément Russo (FRA)     | 103e             |
| 142                           | Anthony Delaplace (FRA) | 53e              |
| 143                           | Matîs Louvel (FRA)      | 127e             |
| 144                           | Daniel McLay (GBR)      | 129e             |
| 145                           | Arnaud Démare (FRA)     | 4e               |
| 146                           | Łukasz Owsian (POL)     | 119e             |
| 147                           | Alan Riou (FRA)         | 131e             |
| Directeur sportif : Yvon Caër |                         |                  |

| Team DSM-Firmenich DSM           | Team DSM-Firmenich DSM    | Team DSM-Firmenich DSM |
| -------------------------------- | ------------------------- | ---------------------- |
| Num                              | Coureur                   | Pos                    |
| 151                              | Florian Stork (GER)       | 51e                    |
| 152                              | Martijn Tusveld (NED)     | 120e                   |
| 153                              | Alexander Edmondson (AUS) | 84e                    |
| 154                              | Nils Eekhoff (NED)        | 111e                   |
| 155                              | Niklas Märkl (GER)        | 74e                    |
| 156                              | Marius Mayrhofer (GER)    | 31e                    |
| 157                              | Tim Naberman (NED)        | 124e                   |
| Directeur sportif : Luke Roberts |                           |                        |

| Team Jayco AlUla JAY              | Team Jayco AlUla JAY          | Team Jayco AlUla JAY |
| --------------------------------- | ----------------------------- | -------------------- |
| Num                               | Coureur                       | Pos                  |
| 161                               | Luke Durbridge (AUS)          | 134e                 |
| 162                               | Felix Engelhardt (GER)        | 71e                  |
| 163                               | Dylan Groenewegen (NED)       | 17e                  |
| 164                               | Elmar Reinders (NED)          | 91e                  |
| 165                               | Christopher Juul Jensen (DEN) | 122e                 |
| 166                               | Lucas Hamilton (AUS)          | 69e                  |
| 167                               | Lukas Pöstlberger (AUT)       | AB                   |
| Directeur sportif : Matthew White |                               |                      |

| UAE Team Emirates UAD             | UAE Team Emirates UAD      | UAE Team Emirates UAD |
| --------------------------------- | -------------------------- | --------------------- |
| Num                               | Coureur                    | Pos                   |
| 171                               | Pascal Ackermann (GER)     | 121e                  |
| 172                               | Alessandro Covi (ITA)      | AB                    |
| 173                               | Vegard Stake Laengen (NOR) | AB                    |
| 174                               | Marc Hirschi (SUI) (route) | 10e                   |
| 175                               | Brandon McNulty (USA)      | 12e                   |
| 176                               | Diego Ulissi (ITA)         | 44e                   |
| 177                               | Tim Wellens (BEL)          | 82e                   |
| Directeur sportif : Fabio Baldato |                            |                       |

| Lotto Dstny LTD                    | Lotto Dstny LTD           | Lotto Dstny LTD |
| ---------------------------------- | ------------------------- | --------------- |
| Num                                | Coureur                   | Pos             |
| 181                                | Jarrad Drizners (AUS)     | 105e            |
| 182                                | Johannes Adamietz (GER)   | 135e            |
| 183                                | Cédric Beullens (BEL)     | 64e             |
| 184                                | Arnaud De Lie (BEL)       | 7e              |
| 185                                | Michael Schwarzmann (GER) | 128e            |
| 186                                | Harry Sweeny (AUS)        | 126e            |
| 187                                | Rüdiger Selig (GER)       | 115e            |
| Directeur sportif : Cherie Pridham |                           |                 |

| TotalEnergies TEN                | TotalEnergies TEN          | TotalEnergies TEN |
| -------------------------------- | -------------------------- | ----------------- |
| Num                              | Coureur                    | Pos               |
| 191                              | Edvald Boasson Hagen (NOR) | 38e               |
| 192                              | Émilien Jeannière (FRA)    | 28e               |
| 193                              | Daniel Oss (ITA)           | 79e               |
| 194                              | Julien Simon (FRA)         | 112e              |
| 195                              | Anthony Turgis (FRA)       | 93e               |
| 196                              | Dries Van Gestel (BEL)     | 14e               |
| 197                              | Mattéo Vercher (FRA)       | 63e               |
| Directeur sportif : Thibaut Macé |                            |                   |

| Israel-Premier Tech IPT        | Israel-Premier Tech IPT      | Israel-Premier Tech IPT |
| ------------------------------ | ---------------------------- | ----------------------- |
| Num                            | Coureur                      | Pos                     |
| 201                            | Itamar Einhorn (ISR) (route) | 114e                    |
| 202                            | Taj Jones (AUS)              | 72e                     |
| 203                            | Giacomo Nizzolo (ITA)        | 29e                     |
| 204                            | Jens Reynders (BEL)          | 73e                     |
| 205                            | Corbin Strong (NZL)          | 27e                     |
| 206                            | Tom Van Asbroeck (BEL)       | 23e                     |
| 207                            | Rick Zabel (GER)             | 62e                     |
| Directeur sportif : Dirk Demol |                              |                         |